# Discovery (bateau)
Pour les articles homonymes, voir Discovery.
Le Discovery est un voilier anglais de 20 tonnes, construit avant 1602.

## Discovery
Le Discovery est un bateau anglais qui a traversé l'Atlantique plusieurs fois. Ce navire de 20 tonnes a été construit avant 1602.
S'il est célèbre pour son séjour en Virginie, il a également souvent été utilisé pour explorer l'arctique canadien dans la recherche du passage du Nord-Ouest.  

### Différents voyages

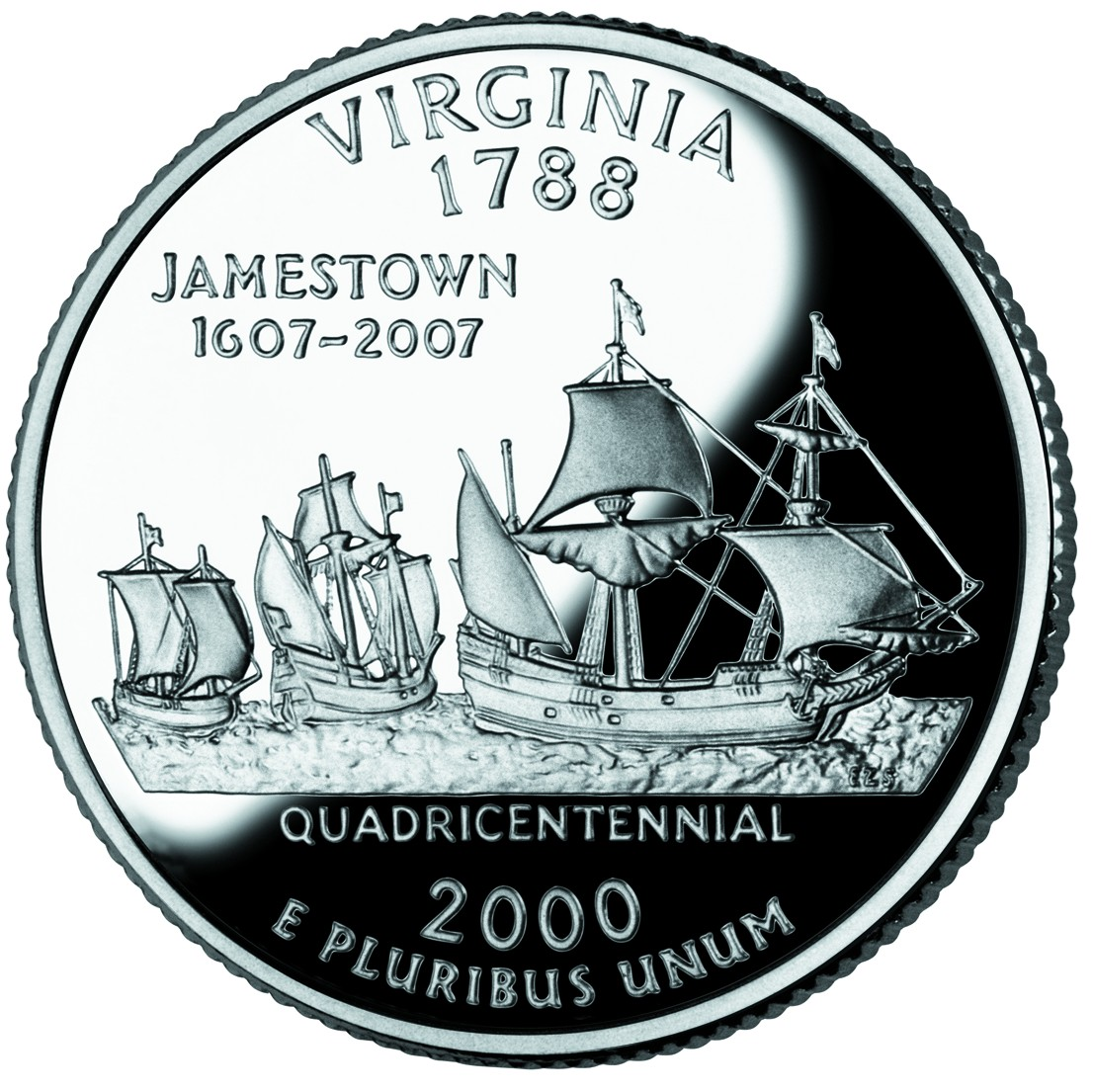
Le Susan Constant, le Godspeed et le Discovery sur une pièce de monnaie commémorative.

Avec deux autres navires (Susan Constant, Godspeed), il arrive à l'emplacement de Jamestown le 14 mai 1607.
Henry Hudson l'utilise en 1610-1611 pour aller explorer l'arctique canadien. Ce n'est cependant pas lui qui le ramènera en Angleterre puisqu'il est abandonné, tout comme son fils et quelques autres, par son équipage. Le navire sera ramené par Robert Bylot.
Thomas Button poursuit l'effort en 1612 avec Abacuk Pricket et Robert Bylot. Le Discovery étant accompagné du Resolution. Ils passèrent l'hiver à l'embouchure du fleuve Nelson.
William Gibbon l'a utilisé en 1614. Il n'est pas allé très loin, étant retenu par les glaces dans une petite baie sur la côte du Labrador.
Robert Bylot et William Baffin ont quitté l'Angleterre à son bord en avril 1615 et y revinrent en septembre.
Robert Bylot et William Baffin repartirent à son bord le 26 mars 1616…

## Discovery II
Le Discovery II est une réplique de l'ancien navire Discovery.
Il a été construit en 1956-57 en même temps que le Susan Constant II et le Godspeed II. Ces trois répliques de bateau ont été réalisées pour le 400e anniversaire de leur arrivée à Jamestown.
En 1984, le Godspeed II et le Discovery II ont été remplacés par deux nouvelles reproductions à cause de la mauvaise qualité de leur fabrication.
Le Discovery II est le plus petit navire des trois.

### Source
- Chapman, Great sailing ships of the world, par Otmar Schauffelen, 2005 (page 361)  (ISBN 1-58816-384-9)